# Bobolin, Hạt Sławno
Bobolin [bɔˈbɔlin] (tiếng Đức: Böbbelin) là một ngôi làng thuộc khu hành chính của Gmina Darłowo, thuộc quận Sławno, West Pomeranian Voivodeship, ở phía tây bắc Ba Lan. Nó nằm khoảng 6 kilômét (4 mi)  phía tây nam Darłowo, 22 km (14 mi) phía tây Sławno, và 159 km (99 mi) về phía đông bắc của thủ đô khu vực Szczecin.
Đối với lịch sử của khu vực, xem Lịch sử của Pomerania.
Ngôi làng có dân số 119 người.